# キャサリン・ハムネット

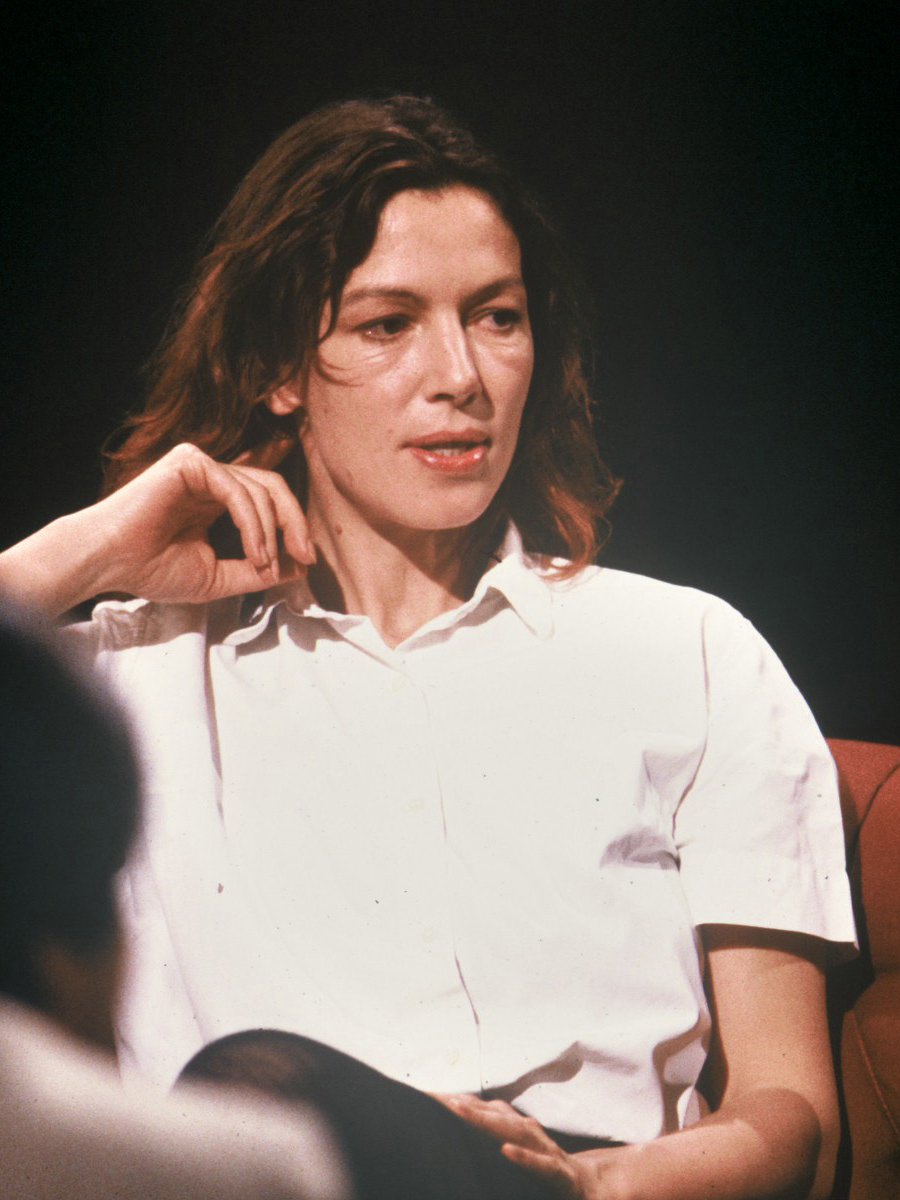
キャサリン・ハムネット

キャサリン・ハムネット（Katharine Hamnett、1948年8月16日 - ）はイギリス・ケント州出身のファッションデザイナー。KATHARINE HAMNETTは彼女がデザインを手がけるファッションブランド。イギリスのクラシカルなデザインをその独自の感性でアバンギャルドにアレンジしたスタイルが特徴。そのコレクションはロンドンを始めとしてパリ、ミラノ、ニューヨーク、東京などで開催され国際的評価も高い。環境問題を始め人種問題や政治的問題にも積極的に取り組んでおり、それは彼女のデザインする作品にも顕著に現れている。彼女が社会派デザイナーと呼ばれる所以はそこにある。

## 経歴
- 1969年　セントラル・セント・マーチンズ卒業。
- 1979年　KATHARINE HAMNETT 社設立。
- 1982年　コットン・デザイナーズ・オブ・ザ・イヤー賞受賞。
- 1984年　英国ファッション協会からデザイナー・オブ・ザ・イヤー賞を授与。日本で最初のライセンス契約を結ぶ。
- 1991年　映画『Katharine Hamnett - The Movie』を製作。監督にエレーン・ヴォン・アンワース。主演はナオミ・キャンベル。
- 1994年　1994年度の広告キャンペーンでファッション・アドバタイジング・イン・ジャーマニー賞を受賞。
- 1997年　2作目となる映画「Lost Luggage」の試写会を開催。
- 1998年　KATHARINE HAMNETT DENIM と HAMNETT ACTIVE を統合し新生HAMNETTブランドが誕生。
- 2001年　日本でのフラグシップ店を東京・代官山にオープンさせる。
- 2015年　10月　東京、渋谷ファイヤー通りにコンセプトショップをオープンさせる。

## コレクションに見る社会派傾向
- 「世界平和を今」と題されたコレクションを展開。
- 従来の綿栽培の危険に関する講演をニューヨークで行う。綿栽培に使われる農薬に関する研究と教育プログラムである 「Environmental Cotton 2000」を立ち上げる。
- エイズのチャリティー・イベントである「愛のキルト」に参加。
- 阪神・淡路大震災における住宅問題に対して「政府に訴えるのはあなた自身の責任」のメッセージと共に問題提起。
- 1900年代の急激な進化の影響で、絶滅生物や汚染災害を受けた地球環境、文化に対しての愛を表現したコレクションを発表。
- 2001年9月のアメリカ同時多発テロ事件勃発を受けて「NO WAR」キャンペーンをイギリス、イタリア、スウェーデン、日本で行い世界平和を呼びかける。
- 「USE A CONDOM」をスローガンにコンドームの重要性を唱える。

## 著名な顧客
- グウィネス・パルトロウ
- デヴィッド・ボウイ
- ボブ・ゲルドフ
- マドンナ
- ミック・ジャガー
- ミニー・ドライヴァー

## ショップ
日本では株式会社大賀によってライセンス展開されており、ショップはそのほとんどが丸井・パルコ・大丸等の百貨店や、アウトレット・ショッピングモールのテナントである。